# Cubanella
Cubanella är ett släkte av insekter. Cubanella ingår i familjen kilstritar.
Kladogram enligt Catalogue of Life:
| Cubanella | \| \| Cubanella irrorata \| \| \| \| \| \| Cubanella nodosa \| \| \| \| |
|           | \| \| Cubanella irrorata \| \| \| \| \| \| Cubanella nodosa \| \| \| \| |
|           | Cubanella irrorata                                                      |
|           |                                                                         |
|           | Cubanella nodosa                                                        |
|           |                                                                         |